# Elvis Trujillo
Elvis Raúl Trujillo (Ciudad de Panamá, Panamá, 7 de octubre de 1983) es un jockey panameño de carreras de caballos pura sangre mejor conocido por llevar a Maryfield a la victoria en la Breeders' Cup Filly &amp; Mare Sprint de 2007. Es conocido por ser el rey de Monmouth Park. También es conocido por ser el piloto habitual de Precious Passion.

## Carrera
Trujillo nació en la Ciudad de Panamá, Panamá, donde aprendió a montar en la Escuela de Jockey Laffit Pincay. En 2001 consiguió su primera victoria en su natal Panamá en el Hipódromo Presidente Remón. Ese mismo año se mudó a la Ciudad de México donde conoció a su futura esposa (Raquel Trujillo) y ganaría más de 80 carreras. En 2001, emigraría a los Estados Unidos donde en otoño conseguiría su primera victoria en el Hollywood Park Racetrack. En el año 2002, su hijo nacería en la Ciudad de México, México donde tendría que traer a su familia a los Estados Unidos de América y comenzar un nuevo capítulo de su vida. llegó a Estados Unidos en 2002. Desde 2017, ha superado más de $70,000,000 en ganancias y ha ganado más de 2,000 carreras. Ganador de más de 50 apuestas graduadas, como la Breeders' Cup Filly & Mare Sprint de 2007. Trujillo también ha ganado importantes apuestas graduadas, como United Nation Stakes de 2008 y 2009, Summit of Speed Smile Sprint, La Brea Stakes, Princess Rooney Handicap, Clement L. Hirsch Memorial Turf Championship Stakes y muchas más carreras de caballos importantes. Trujillo montó en su Panamá natal y en la Ciudad de México antes de emigrar a los Estados Unidos en 2001, donde en el otoño obtuvo su primera victoria en el Hollywood Park Racetrack. En 2009, Trujillo fue el piloto líder en Monmouth Park con 129 victorias en 601 largadas, superando a Eddie Castro, Carlos H. Márquez, Jr. y Joe Bravo en la clasificación general.

## Vida personal
Trujillo es representante del Jockeys' Guild para el estado de Florida y Nueva Jersey y también es miembro del Permanently Disabled Jockeys Fund. Trujillo está casado con Raquel Trujillo. Con residencia en Miramar, Florida, tienen tres hijos juntos, Elvis Jr, Emanuel y Jorge Trujillo. Trujillo corrió su última carrera como jockey profesional en 2018. A partir de 2020, ahora es formador con sede en Maryland. Ahora vive en Gallatin Co. Kentucky.